# Haus-Rucker-Co
Pour les articles homonymes, voir Rucker.

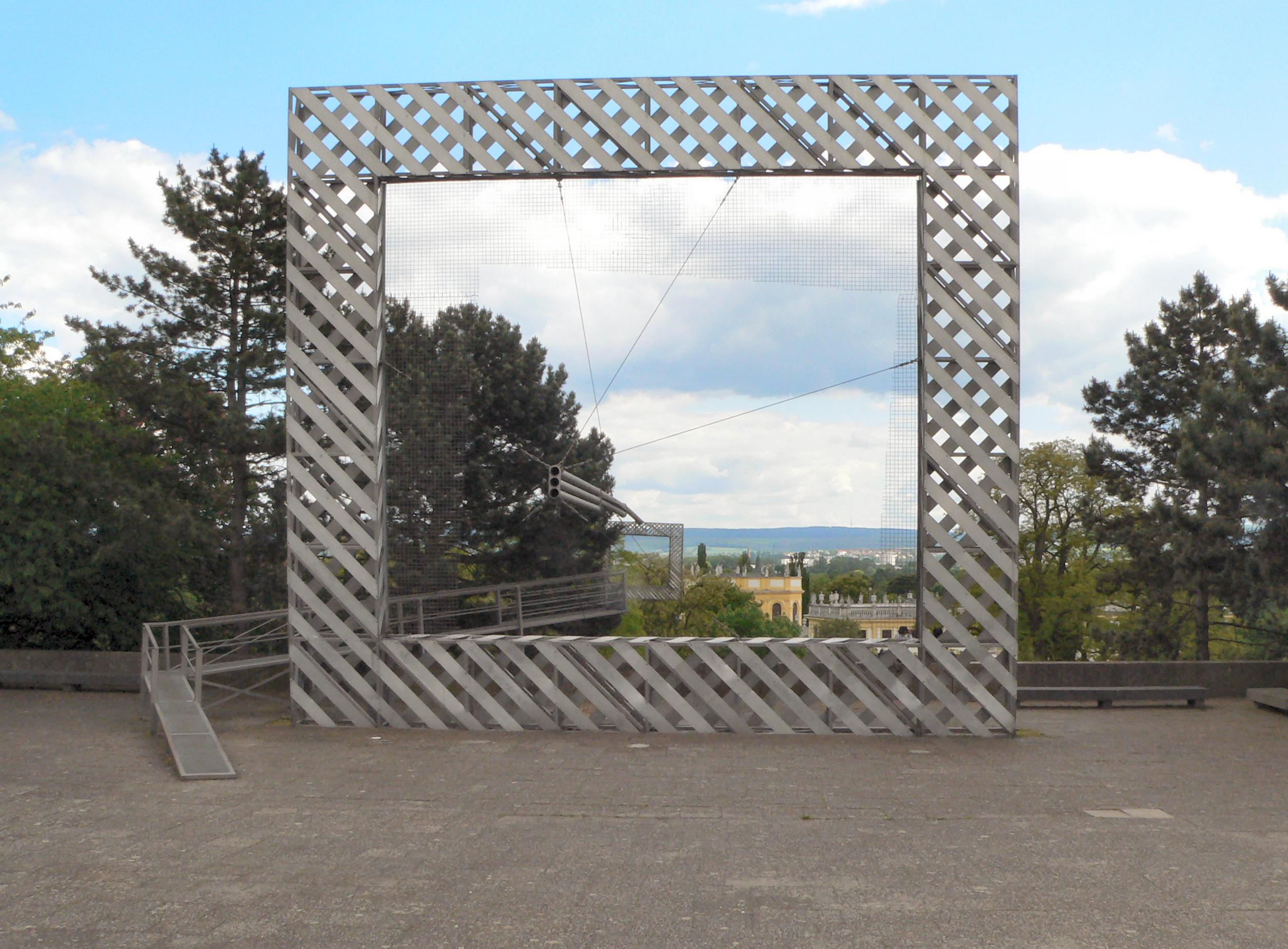
Rahmenbau par Haus-Rucker-Co, Friedrichsplatz à Cassel.

Haus-Rucker-Co est un groupe autrichien d'architectes et d'artistes qui, en particulier dans les années 1970 et 1980, ont créé des sculptures, des installations dans les espaces publics et des contributions à une perception particulière de l'architecture et du design urbain avec pour objectif d'« élargir la prise de conscience », et cela à la frontière entre l'art et l'architecture. 

## Nom du groupe
Le nom de la « communauté d’architectes-artistes », selon leur propre définition, désigne une chaîne de montagnes autrichienne, Hausruck, et, en même temps, ce nom évoque le « déménagement » de vieilles maisons pour faire place à de nouvelles.

## Activités
Les activités de Haus-Rucker-Co, à la fin des années 1960 et au début des années 1970, consistent principalement en des concepts architecturaux utopiques inspirés par le  Pop Art et Fluxus, sous le titre « Programme d’expansion mentale » entièrement consacré à l'expansion de la conscience. Les actions et installations dans l'espace public sont destinées à activer la perception et l'expérience sensuelles des gens. Le groupe s’est aussi intéressé au déconstructivisme et à la « seconde nature »  — comme une fusion du naturel et de l'artificiel.
Plus tard, le groupe se concentre davantage sur la sculpture sociale, dans le but de souligner la destruction de l'environnement et l'aliénation de la nature (la séparation des humains de leur environnement était symboliquement représentée par des peaux en plastique).

## Histoire
Haus-Rucker-Co est fondé en 1967 à Vienne en Autriche par les architectes Laurids Ortner, Günter Zamp Kelp et le peintre Klaus Pinter. Trois ans plus tard, en 1970, le groupe ouvre des studios à Düsseldorf et à New York. Manfred Ortner rejoint le groupe en 1971.
En 1972, Haus-Rucker-Co se scinde en deux studios indépendants :
- Haus-Rucker-Co à Düsseldorf, avec les membres du groupe Laurids Ortner, Günther Zamp Kelp et Manfred Ortner.
- Haus-Rucker-lnc. à New York avec Klaus Pinter, Caroll Michels et d'autres artistes.

En 1977, le bureau de New York Haus-Rucker-lnc. est dissous et Klaus Pinter et Caroll Michels lancent leur propre activité artistique.
Laurids Ortner ouvre des bureaux d'architecture indépendants en 1987 avec Manfred Ortner (« Ortner &amp; Ortner Baukunst ») et Günter Zamp Kelp afin de se consacrer à des tâches de construction spécifiques.
En 1992, Haus-Rucker-Co est également dissout.

## Projets

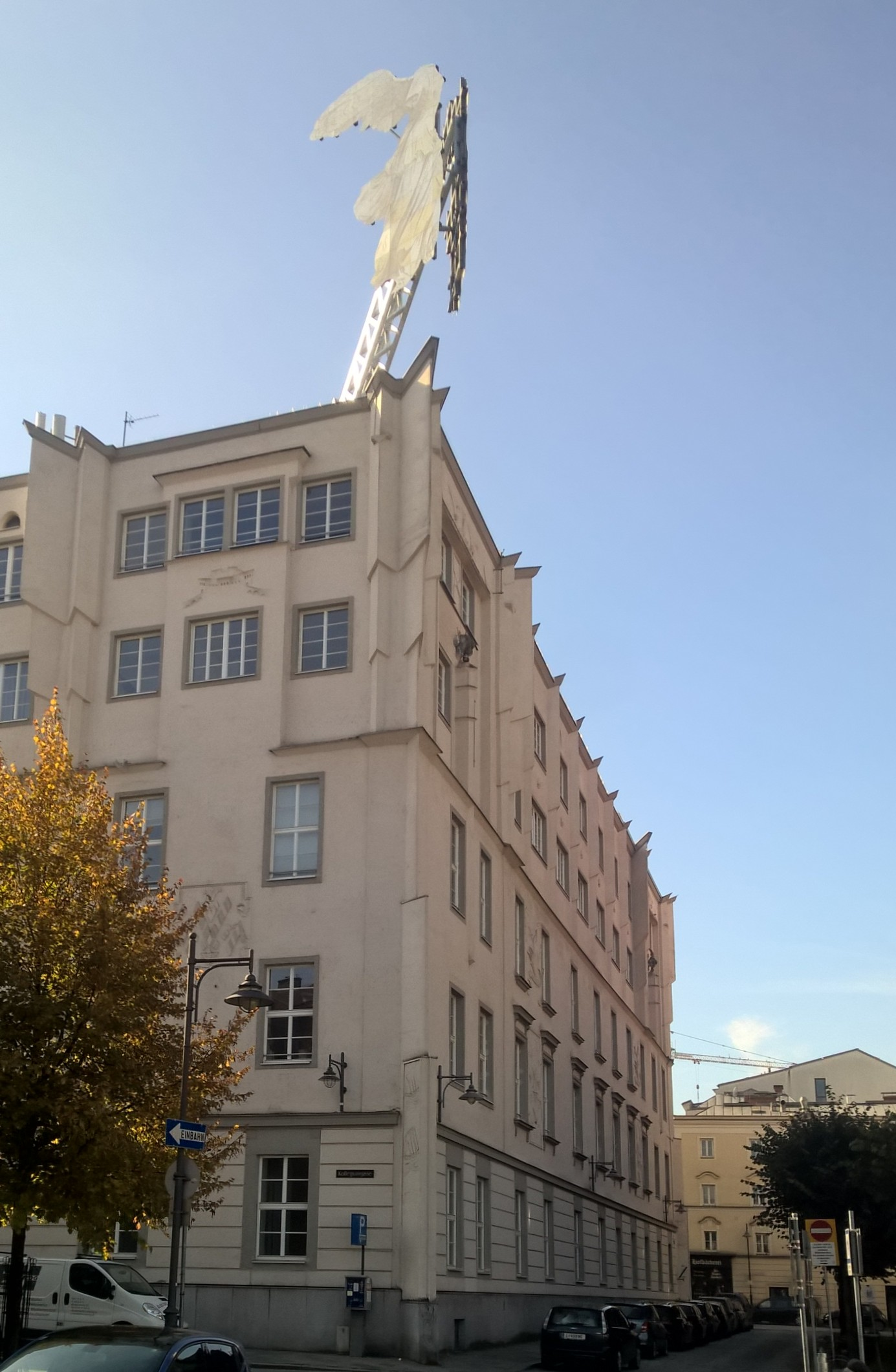
Nike à l'Art University Linz (2016).

- 1967 Mind Expander, Vienne : installation d'un « plastique de communication » constitué d'une coque de siège qui fixe deux personnes dans une certaine position et d'un ballon en forme de casque qui est basculé au-dessus de la tête des deux personnes assises.
- 1968 Gelbes Herz, Vienne : installation d'une capsule spatiale de communication pneumatique et pulsée pour deux personnes.
- 1971 Ausstellung Cover, Museum Haus Lange, Krefeld : la maison Lange (construite en 1921 par Mies van der Rohe) est couverte d'un dôme d'air en tissu enduit de blanc.
- 1972 OASE n° 7 à l'occasion de la documenta 5 à Cassel : installation d'une sphère transparente d'un diamètre de huit mètres sur la façade principale du musée Fridericianum.
- 1976 Schiefe Ebene, Vienne : installation d'un plan incliné sur le Naschmarkt de Vienne.
- 1977 Nike, planification de l'université d'art de Linz.
- 1977 Rahmenbau (de) à l'occasion de la documenta 6 à Cassel : construction d'un cadre en treillis avec une passerelle en acier sur le bord de la Friedrichsplatz à Cassel au parc Karlsaue, qui permet une vue en coupe, semblable à une image, du paysage derrière et du bâtiment de l'orangerie.
- 1980 Conception du forum : construction d'un bâtiment d'exposition temporaire composé de halls individuels en forme de wagon à Linz.
- 1985 Turm Neuss (de), Theodor-Heuss-Platz, Neuss : installation en acier de plain-pied dans l'espace public.
- 1987 Le Musée idéal à l'occasion de la documenta 8 à Cassel : contribution de Haus-Rucker-Co sur le thème spécial « Le musée idéal », auquel certains architectes ont été invités.
- 1986 Ouverture de la maison linéaire sur le campus Lichtwiese de l'université de technologie à Darmstadt.

## Expositions
(Sélection)
- 1967 
  - Apollogasse Wien, Ballon für Zwei
  - Baugrube Schottenring, Wien : Gelbes Herz
- 1969 
  - Kraftsporthalle Schleifmühlgasse, Wien : Vanille Zukunft
  - Museum des 20. Jahrhunderts, Wien : Neue Objekte
  - Museum of contemporary Crafts, New York : Plastic as Plastic
  - Galerie Zwirner, Köln
  - Galerie Maerz, Linz
- 1970 
  - Museum des 20. Jahrhunderts, Wien : Live l
  - Museum of Contemporary Crafts, New York: Live ll
  - Kunsthalle Düsseldorf
  - State University of New York, Buffalo : Live
  - Kunsthalle Düsseldorf : Between
- 1971 
  - Museum Haus Lange, Krefeld : Ausstellung Cover
  - Walker Art Center Minneapolis : Food City l
  - Houston, Texas, Food City ll
- 1972 
  - documenta 5, Cassel : Oase Nr. 7
  - Kunsthalle Nürnberg : Go
- 1973 : Kunsthalle Hambourg : Grüne Lunge
- 1974 
  - Kunstverein Braunschweig: Sonnenuntergang
  - Bonner Kunstverein: Zeichnungen 1967—74
  - Österreichische Avantgarde, Innsbruck, Basel
  - Städtisches Museum, Trèves : Umweltbilder
  - Kunsthalle Köln : Sehen und Hören
- 1976 
  - Internationales Designzentrum, Berlin
  - Von der Heydt-Museum, Wuppertal
- 1977 
  - documenta 6, Cassel : Rahmenbau (de) 
  - Linz, Forum Metall
  - Hochschule für Gestaltung, Linz: Stadtgestaltung
- 1978 
  - Kunsthalle Düsseldorf : Straßen und Plätze
  - Galerie Schmela, Düsseldorf: Zeichnungen, Projekte
  - Studiogalerie Ungers, Köln : Zeichnungen und Modelle
- 1979 : Studio F., Ulm : Pavillon der Elemente
- 1980 
  - Palazzo Montauto-Niccolini, Florence : Umanesimo Disumanesimo
  - Linz : Forum Metall
  - Biennale de Venise : ll tempo di Museo di Venezia
- 1981 : Galerie Schmela, Düsseldorf
- 1984 
  - Nationalgalerie Berlin: 3 Großstadtbauten
  - Deutsches Architekturmuseum, Frankfurt am Main: Revision der Moderne
  - Kunsthalle Hambourg et Kunstakademie München : Architektur-Visionen, Konzepte der 80er Jahre
  - Kunsthaus Bonn : Architektur Mutter der Künste?
- 1985 
  - Triennale Milan : Ricostruzione della Città
  - Centre Georges Pompidou CCI, Paris : Nouveaux Plaisirs d’Architecture
  - Badischer Kunstverein, Karlsruhe : Klassizismus und Klassiker – Tendenzen Europäischer Gegenwartsarchitektur
  - Technische Universität Eindhoven : Haus-Rucker-Co Projekte 1977–85
- 1986 
  - Pratolino, Firenze Florence : Garden of Europe
  - Deutsches Architekturmuseum, Frankfurt am Main : Beispiele einer neuen Architektur IBA, Berlin, 1987
  - The National Museum of Modern Art, Tokyo : Revision of Modernism — Postmodern Architecture 1960—86
- 1987 
  - documenta 8, Cassel : Das ideale Museum
  - Rat für Formgebung, Frankfurt am Main : Gegenstand und Ritual
  - Secession Wien : Maerz in der Secession
- 1988 
  - Galerie Maerz, Linz : Ecken
  - Galerie lnkt, Den Haag : Lictring
- 1989 : Galerie Kubus Hannover : Kultursprung
- 1990 : Trieste : Neoclassico.
- 1992 
  - Kunsthalle Wien, Haus-Rucker-Co, Objekte, Konzepte, Bauten 1967—92
  - Kunstforum der Bank Austria, Wien: Kunsthäuser im Plan
  - Wien, London, Paris : Museumspositionen.
- 1993 : Architekturmuseum Basel : Haus-Rucker-Co.

- 6 janvier au 18 avril 2005 (participation) : Archilab : Nouvelles expériences en architecture, art et ville, 1950–2005, Musée d'art Mori, Tokyo, 2005 (catalogue)
- 2014/2015 : Haus-Rucker-Co. Utopie architecturale rechargée, Haus am Waldsee, Berlin, catalogue[1]

## Récompenses
- 1988 avec Bene AG KG : Prix d'État du design pour la gamme de mobilier de bureau C5